# 五百城茉央
五百城茉央（日语：／ Ioki Mao */?，2005年7月29日—）是日本偶像藝人，為女子偶像團體乃木坂46的成員，兵庫縣神戶市出身。2022年以乃木坂46五期生出道。其表妹為日向坂46的四期生成員正源司陽子。

## 經歷
2005年7月29日，五百城於兵庫縣神戶市出生。
2021年，五百城在哥哥的推薦下，參加乃木坂46五期生徵選。
2022年2月1日，正式加入乃木坂46五期生，並在乃木坂46的官方YouTube「乃木坂配信中」中，陸續以每天一名成員的方式，公開合格名單。2月23日，於官方直播「乃木坂46時間TV」中，首次公開亮相。4月27日，出席在東京國際論壇舉辦的第二回五期生見面會。4月28日，乃木坂46五期生部落格開設，以每日1名成員的方式輪流撰寫，五百城於4月28日開始，每隔11天撰寫一篇部落格。7月2日，獲得wth獎。
2023年1月22日，五百城在關西電視台播出的節目《我的通學路》（第1季）中，擔任旁白。3月23日，首次進入第32張單曲《人們終將再度追夢》的選拔。8月23日，首次擔任第33張單曲《獨自一人的天堂》的福神。9月23日，擔任J1聯賽神戶勝利船V.S大阪櫻花 的開球儀式。
2024年1月，《我的通學路》（第2季）開播，由五百城繼續擔任節目旁白。3月17日，高中畢業。4月8日，成為廣播節目《Radirer! Sunday》雙數週的新助理主持。4月10日，五百城在第35張單曲《機會平等》內收入的五期生表演曲《「掰掰」令人痛苦》中，首次擔任center。4月13日－29日，出演五期生音樂劇《乃木坂46"5期生"版音樂劇「美少女戰士」2024》，五百城飾演木野真琴（Team MOON） 。7月9日，出演日本麥當勞的新廣告。11月15日，在自身部落格中，宣布個人首本寫真集預定於明年1月21日發行，成為第一位發行寫真集的五期生。12月8日，擔任J1聯賽神戶勝利船V.S湘南美海的脫口秀表演。

2025年1月21日，發行個人首本寫真集《未來的創造方式》，以週間銷售7萬575本，並在Oricon週間書籍排行榜及寫真集部門獲得第一名。1月27日，宣布擔任六甲山運動公園GREENIA舉辦的「垂枝博物館2025 情感展」「回歸的力量詞展」（2025年4月19日 - 11月16日）的大使。1月31日，與演員坂東龍汰共同演出軟銀「Samsung Galaxy S25系列」的新廣告。2月4日，寫真集決定重新印刷。2月14日，宣布將出演於4月開始播出由關西電視台×FOD電視劇《MADDER 那件事件，我是犯人》，也是五百城首次擔任電視劇的主演。5月3日，被宣布擔任神戶勝利船的「俱樂部30週年親善大使」。7月29日，在20歲生日當天，開設個人Instagram帳號。8月4日，由其擔任主演、為紀念indigo la End成軍周年所製作的特別短篇劇《最愁回》公開。

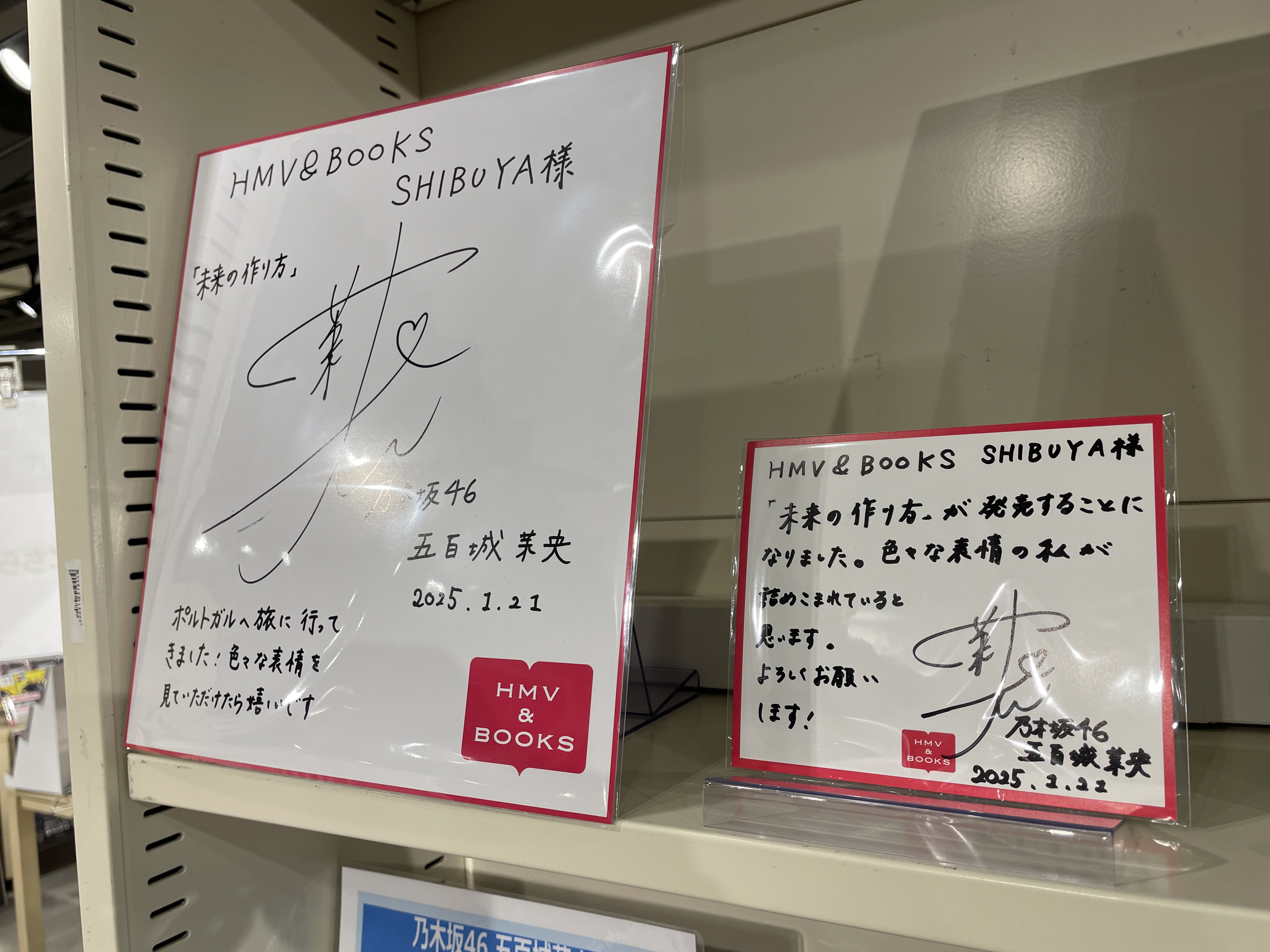
五百城茉央的簽名

## 人物
暱稱是kikki、mao、 等，五百城自己本人希望大家能叫他 ，而「五百城」這個姓氏極為罕見，全日本僅存50多人。五百城努力每天保持積極、積極、開懷大笑，而不是將自己與他人比較，是一名左撇子。自我介紹詞是「幹勁、元氣，雖然念做五百城，卻沒有很多城池，我是五百城茉央，請多指教」（やる気、元気，五百の城って書くけと，城なんて持ってへんし，僕 五百城茉央，お願いします）。

### 興趣、嗜好
喜歡的食物是鮪魚、紅茶，興趣是拍照、泡澡、受哥哥的影響，也開始彈吉他和參觀澡堂。五百城經常用吉他彈奏愛繆或是乃木坂46的歌曲，如《你就是希望》。最喜歡的電影是《魔女宅急便》，甚至表示自己之所以選擇葡萄牙作為第一本寫真集的拍攝地，是因為想成為主角琪琪，而葡萄牙正是被認為是《魔女宅急便》舞台之一的地方。喜歡的音樂團體是Mrs. GREEN APPLE，從小學就很喜歡，每當心情沮喪時，五百城就會聽《In the Morning》。

### 特殊技能
擅長書法，有10年的書法經歷，並親自擔任了1st寫真集《未來的創造方式》的題字。劍道段位為二段，國中三年期間曾是劍道部成員。

### 乃木坂46
應援色是綠石松色、藍色。最喜歡乃木坂的歌曲是《你就是希望》、《心動不已》，憧憬乃木坂的成員是清宮玲，最敬佩的一期生是伊藤萬理華，與前輩們相處融洽，很尊敬遠藤櫻及山下美月，曾與賀喜遙香、筒井彩萌一起吃飯，與同為五期生的奧田伊呂波是高中同學，在第35張單曲《機會平等》中收錄的《還記得鼠尾草花嗎？》與奧田兩人合唱，成為五期生第一首雙人合唱歌曲。五百城、奧田及菅原咲月合稱為，三人還會一起去旅行，關係非常好。

### 親屬關係
與日向坂46的四期生正源司陽子是表姊妹。稱呼對方的時候，五百城會稱呼正源司為或，而正源司則稱呼五百城為「 」。從小兩家人就會一起旅行、慶祝生日和新年等，彼此以家人般的關係感情深厚。五百城形容彼此為「關係太近的表姊妹」、「回憶多到無法挑出幾個來說」，而正源司則形容她們是「從出生起就一直很要好」、「暑假幾乎每天都在一起玩的如同家人般的存在」。2024年5月3日，在乃木坂46的YouTube頻道「乃木坂配信中」、以及日向坂46的YouTube頻道「日向坂Channel」中，首次以表姊妹的關係發布共演影片。

## 音樂作品
- 標註「★」符號表示該首歌曲有拍攝MV

### 乃木坂46

#### 單曲
|      | 發行日期       | 單曲名稱           | 參與單曲名稱               | MV | 備註                     |
| ---- | -------------- | ------------------ | -------------------------- | -- | ------------------------ |
| 29th | 2022年3月23日  | Actually…          | 絕望前一秒                 | ★  | 出道曲                   |
| 30th | 2022年8月31日  | 喜歡是件搖滾的事！ | 像撕下創可貼一般的分手方式 | ★  |                          |
| 31st | 2022年12月7日  | 不存在於此的事物   | 17分鐘                     | ★  |                          |
| 32nd | 2023年3月29日  | 人們終將再度追夢   | 人們終將再度追夢           | ★  | 選拔                     |
| 32nd | 2023年3月29日  | 人們終將再度追夢   | 我們的道別                 | ★  |                          |
| 32nd | 2023年3月29日  | 人們終將再度追夢   | 違心之事                   | ★  |                          |
| 33rd | 2023年8月23日  | 獨自一人的天堂     | 獨自一人的天堂             | ★  | 十一福神                 |
| 33rd | 2023年8月23日  | 獨自一人的天堂     | 某人的肩膀                 |    |                          |
| 33rd | 2023年8月23日  | 獨自一人的天堂     | 試著不去想                 | ★  |                          |
| 34th | 2023年12月6日  | Monopoly           | Monopoly                   | ★  | 選拔                     |
| 34th | 2023年12月6日  | Monopoly           | 一直空著的副駕駛座         |    | 與梅澤美波、松尾美佑合唱 |
| 34th | 2023年12月6日  | Monopoly           | 總有一天，那首歌…          | ★  |                          |
| 35th | 2024年4月10日  | 機會平等           | 機會平等                   | ★  | 十一福神                 |
| 35th | 2024年4月10日  | 機會平等           | 「掰掰」令人痛苦           | ★  | Center                   |
| 35th | 2024年4月10日  | 機會平等           | 還記得鼠尾草花嗎？         |    | 與奧田伊呂波合唱         |
| 36th | 2024年8月21日  | 放縱日             | 放縱日                     | ★  | 十一福神                 |
| 36th | 2024年8月21日  | 放縱日             | 給你的Ditto                |    | 頸公主                   |
| 36th | 2024年8月21日  | 放縱日             | 宣洩狂熱的方式             | ★  |                          |
| 37th | 2024年12月11日 | 步道橋             | 步道橋                     | ★  | 十一福神                 |
| 37th | 2024年12月11日 | 步道橋             | 對相對論提出異議           | ★  |                          |
| 37th | 2024年12月11日 | 步道橋             | 落雪之日再相見吧           |    |                          |
| 38th | 2025年3月26日  | 臍橙               | 臍橙                       | ★  | 十一福神                 |
| 38th | 2025年3月26日  | 臍橙               | 懷念之情的前方             | ★  |                          |
| 39th | 2025年7月30日  | Same numbers       | Same numbers               | ★  | 選拔                     |
| 39th | 2025年7月30日  | Same numbers       | 盛夏日啊                   |    |                          |
| 39th | 2025年7月30日  | Same numbers       | 歡迎回到那時候             |    | 櫻花OLE                  |

1. ↑  站位依據官方MV及演唱會正式呈現為參考依據。
2. 1 2  根據單曲CD内附歌詞本，小分隊名稱。

## 演出

### 電視節目
- 我的通學路 （關西電視台）－旁白
  - 第1季（2023年1月8日－3月26日）[13]
  - 第2季（2024年1月23日－4月2日）[18]
- 這個世界是美好的1（2024年10月31日，富士電視台）－出演了重現劇[64]

### 電視劇
- MADDER 那件事件，我是犯人（日语：MADDER その事件、ワタシが犯人です）（2025年4月11日－6月13日，關西電視台）：飾演 仲野茜（主演）[36]

### 電視動畫
- 神奇柑仔店 錢天堂（NHK教育頻道）
  - 第112話（2024年1月19日) - 同級生[65]

### 廣播節目
- Radirer! Sunday（日语：らじらー!）（2024年4月21日[注 1]－，NHK廣播1台） - 雙數週助理主持[20]

### 網路節目
- 乃木坂×JPCAST合作企劃「來自直真央給你的，以信件送上的新一步應援」（2024年3月7日－，YouTube）－與富里奈央共演[66]
- indigo la End成軍15週年紀念短篇劇《最愁回》（2025年8月4日－，YouTube）
  - 「雨是單戀」（2025年8月4日－）[40]

### 舞台劇
- 乃木坂46"5期生"版音樂劇「美少女戰士」2024（2024年4月12日ー29日，IMM THEATER）：飾演 木野真琴（Team MOON）[24]

### 廣告
- 日本麥當勞『巨無霸「明天也要笑」』篇（2024年7月9日－）[25]
- 軟銀「Samsung Galaxy S25系列」－與坂東龍汰共演
  - 「蘋果與卡車」篇（2025年1月31日－）[34]
  - 「大蘿蔔」篇（2025年1月31日－）[34]
- 「垂枝博物館2025 情感展」「回歸的力量詞展」大使（2025年4月19日，六甲山運動公園GREENIA）[33]
- 神戶勝利船俱樂部30週年親善大使（2025年5月－）[2]

### 活動
- 明治安田生命J1聯賽第28節「神戶勝利船V.S大阪櫻花」開球儀式（2023年9月23日，御崎公園球技場）[17]
- 明治安田生命J1聯賽第38節「神戶勝利船V.S湘南美海」裁判官護送、脫口秀（2024年12月8日，御崎公園球技場）[29]
- 明治安田生命J1聯賽第14節「神戶勝利船V.S岡山綠雉」WELCOME播報、裁判員進場護送、半場休息致詞（2025年5月3日，御崎公園球技場）[67]

## 書籍

### 寫真集
- 未來的創造方式（2025年1月21日，小學館）[27]

## 外部連結
- 乃木坂46的個人介紹頁 （页面存档备份，存于）（日語）
- 五百城茉央的官方部落格（页面存档备份，存于）（日語）
- 五百城 茉央（乃木坂46）的SHOWROOM專頁（日語）
- 五百城茉央的Instagram帳戶（2025年7月29日—）（日語）
- 乃木坂46 五百城茉央 1st寫真集《未來的創造方式》【公式】的X（前Twitter）（2024年11月15日—）（日語）
- 乃木坂46 五百城茉央 1st寫真集《未來的創造方式》【公式】的Instagram帳戶（2024年11月15日—）（日語）